# Riserva naturale Bosco dei Rocconi
La riserva naturale Bosco di Rocconi è un'area naturale protetta situata nei comuni di Roccalbegna e Semproniano, lungo il corso del fiume Albegna, in provincia di Grosseto, nella Toscana meridionale. La riserva si estende per circa 371 ettari.
Parte della riserva naturale (130 ha) è proprietà WWF, che vi ha istituito l'omonima Oasi a cui si accede dalla Strada Statale 323, al km 49. In parte ricade nella ZSC/ZPS "Monte Labbro e Alta Valle dell'Albegna".

## Territorio

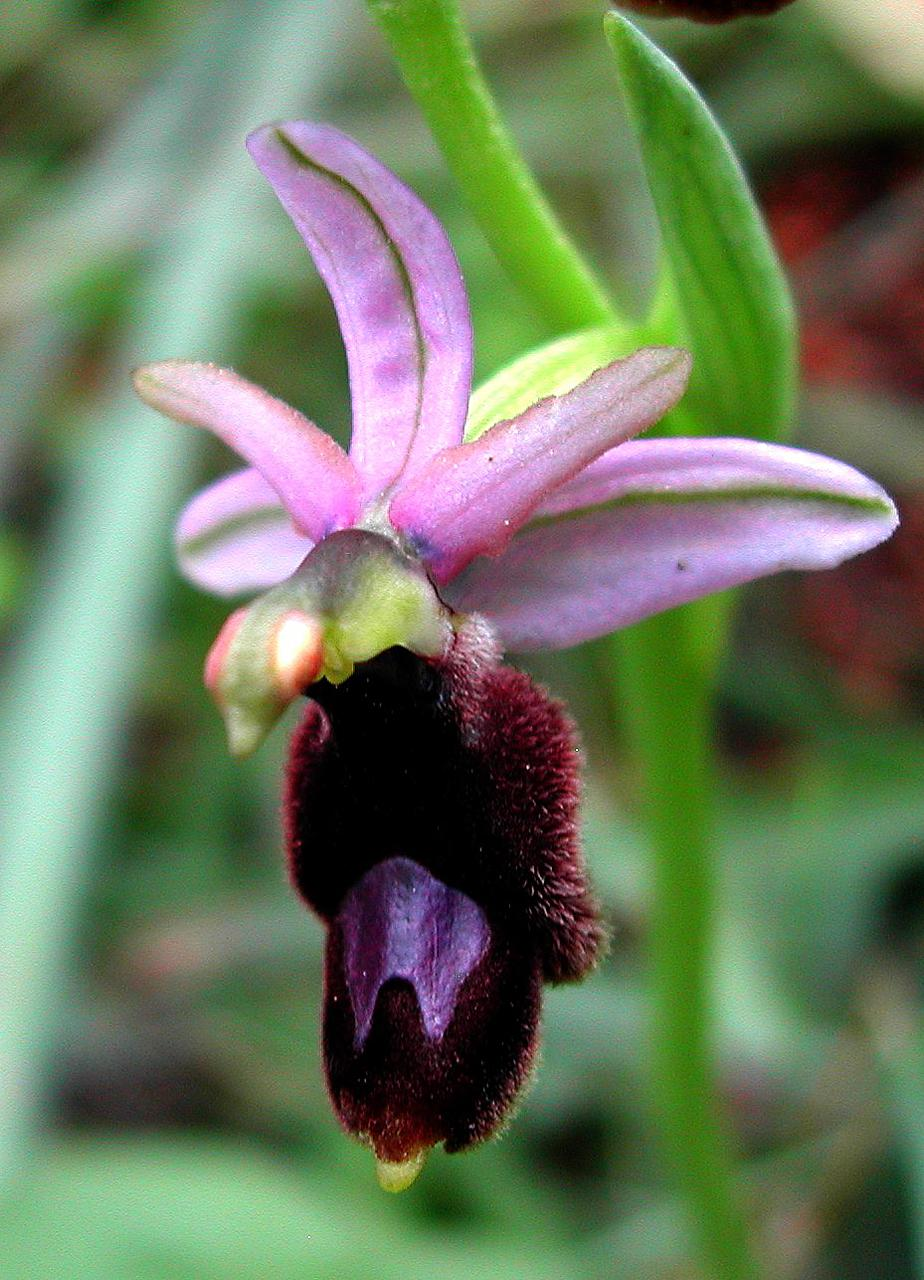
Ophrys bertolonii

Il territorio è di alta collina con rilievi principali di altitudine massima intorno ai 500 m s.l.m. ed è situato nella parte orientale della Provincia di Grosseto, ad una distanza di circa 35 km in linea d'aria da Grosseto. Nella riserva sono presenti diverse grotte poco frequentate.
Il tratto del fiume Albegna, alla confluenza del torrente Rigo, compreso nella riserva, è caratterizzato da un paesaggio aspro e selvaggio, con profonde gole parzialmente ricoperte da lecceta. La geologia annovera formazioni a calcari vari compreso il rosso ammonitico, a calcareniti, ad argilliti e a diaspri.
Il panorama è facilmente osservabile dal piccolo borgo di Rocchette di Fazio.
Il clima rientra nel tipo sub-umido, con precipitazioni medie fra i 1.000-1.100 mm. Dal punto di vista fito-climatico, secondo Pavari, la riserva rientra nel Castanetum.

## Flora
La riserva è caratterizzata da vegetazione boschiva autoctona nel comune di Roccalbegna, mentre nel Comune di Semproniano prevalgono le coltivazioni erbacee e i pascoli.
La già citata lecceta, che cresce nelle zone più impervie e per questo si è salvata dal taglio ceduo, ospita, oltre al leccio, aceri minori, filliree, lentischi e qualche bagolaro. Altre specie riscontrabili sono l'orniello, il corniolo e il sorbo. Il bosco di caducifoglie alla base delle pareti rocciose è costituito da roverelle, carpini, ecc. ed impreziosito dalla presenza di ben 28 specie di orchidee, tra cui Ophrys bertolonii, Ophrys apifera, Anacamptis laxiflora, Himantoglossum adriaticum, Cephalanthera damasonium e Limodorum abortivum.
Nelle zone più umide a ridosso dei fiumi, da specie più igrofile come carpino bianco e carpino nero, pioppi, olmo, nocciolo.

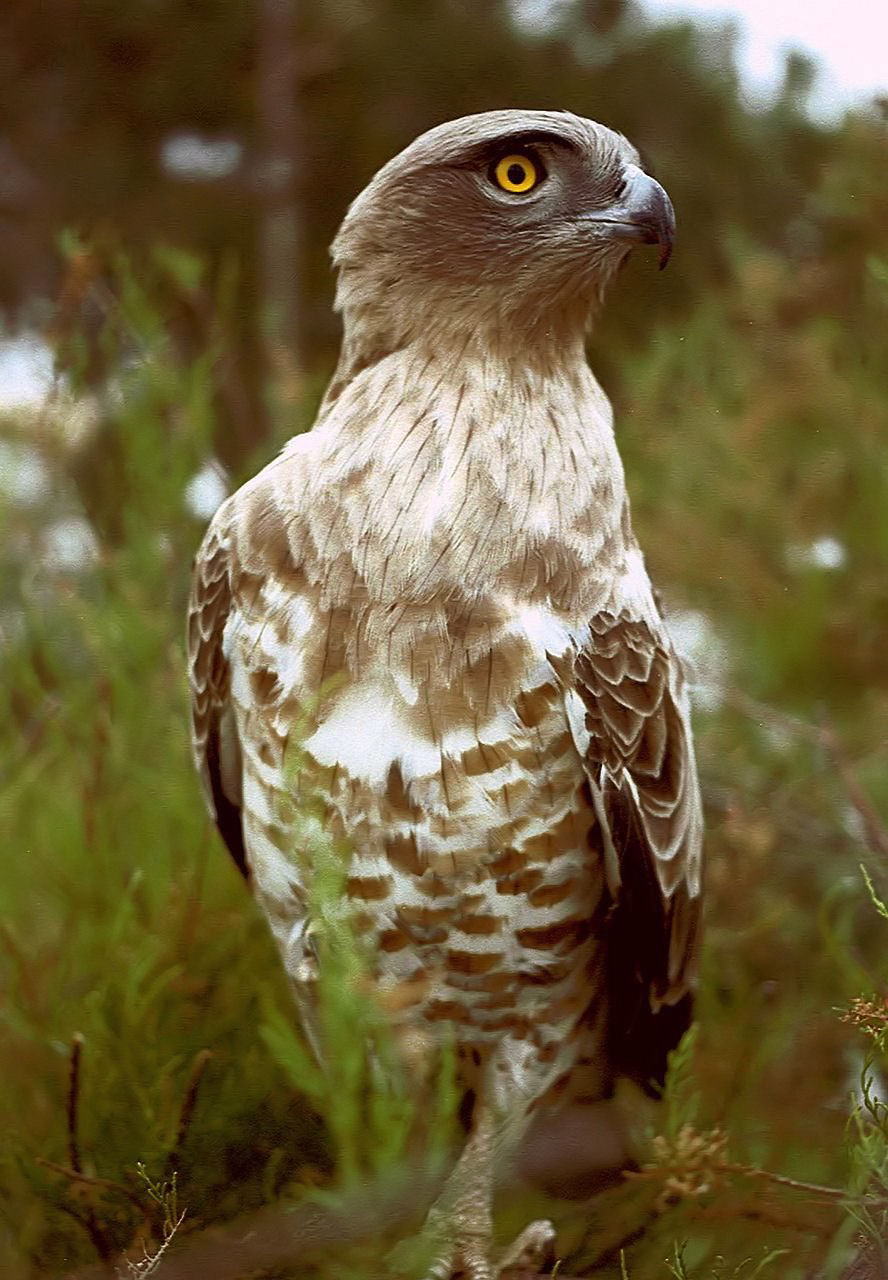
Biancone

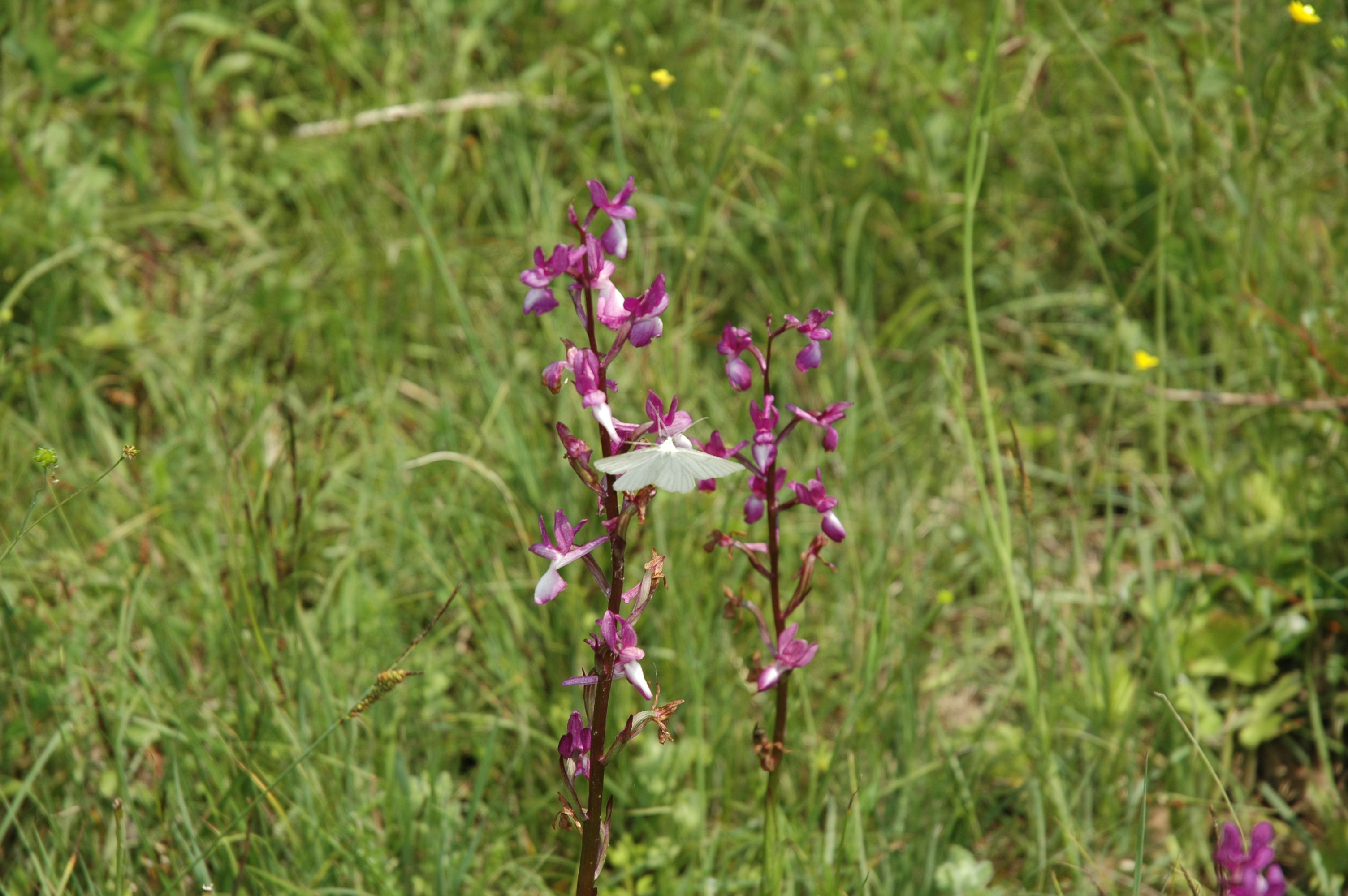
Pieride su Anacamptis laxiflora.

## Fauna
La fauna è rappresentata da innumerevoli specie, fra cui alcune di interesse comunitario (Direttiva CEE 92/43) come Salamandrina perspicillata, Triturus carnifex e Elaphe quatuorlineata, oltre che da una notevole presenza di mammiferi come il gatto selvatico, la martora, il tasso e, erratico, il lupo.
Fra le numerose specie di uccelli presenti, rivestono particolare importanza i rapaci nidificanti ed in particolare il falco pellegrino, il simile ma ben più raro lanario (purtroppo non più presente negli ultimi anni) ed il biancone; frequentano l'area anche corvo imperiale, passero solitario e picchio muraiolo.
Altri uccelli riscontrabili sono il martin pescatore, il gruccione, la ghiandaia marina e il merlo acquaiolo.
Numerosi sono poi i rettili, fra cui biacco, biscia dal collare), altri colubri, vipera e testuggine di Hermann.
Tra gli invertebrati, è importante la presenza della rara farfalla Zerynthia cassandra, i cui bruchi si nutrono sulle piante di Aristolochia rotunda, oltre a quella di un grillo endemico (Dolichopoda letitiae etrusca), scoperto nelle numerose grotte presenti nell'area.